# Marco Ambrosio
Pour les articles homonymes, voir Ambrosio.
Marco Ambrosio (né le 30 mai 1973 à Brescia, dans la province de même nom, en Lombardie) est un  footballeur italien, évoluant au poste de gardien de but.

## Clubs successifs
| année     | club                                 | pays          | matches | buts |
| --------- | ------------------------------------ | ------------- | ------- | ---- |
| 1991-1992 | AC Lumezzane                         | Italie        | 2       | 0    |
| 1992-1993 | Atalanta Bergame                     | Italie        | 0       | 0    |
| 1993-1994 | Pise Calcio                          | Italie        | 9       | 0    |
| 1994-1995 | Prato AC 1908                        | Italie        | 15      | 0    |
| 1995-1996 | Ravenne Calcio                       | Italie        | 10      | 0    |
| 1996-1997 | Prato AC 1908                        | Italie        | 34      | 0    |
| 1997-1998 | Sampdoria                            | Italie        | 3       | 0    |
| 1998-1999 | Sampdoria                            | Italie        | 7       | 0    |
| 1999-2000 | Sampdoria AS Lucchese-Libertas       | Italie        | 0 13    | 0    |
| 2000-2001 | AS Lucchese-Libertas                 | Italie        | 33      | 0    |
| 2001-2002 | Chievo Vérone                        | Italie        | 2       | 0    |
| 2002-2003 | Chievo Vérone                        | Italie        | 8       | 0    |
| 2003-2004 | Chelsea                              | Angleterre    | 8       | 0    |
| 2004-2005 | Grasshopper Zürich Salernitana Sport | Suisse Italie | 14 22   | 0    |
| 2005/06   | Salernitana Sport                    | Italie        | 31      | 0    |
| 2006-2007 | Brescia                              | Italie        | -       | -    |
| 2007-2009 | Reggiana                             | Italie        | -       | -    |
| 2009- ... | Salò                                 | Italie        | -       | -    |

## Palmarès
Néant